# 만주족
만주족(한국 한자: 滿洲族, 만주어: ᠮᠠᠨᠵᡠ Manju Aiman) 또는 만족(중국어 간체자: 满族, 정체자: 滿族, 병음: Mǎnzú)은 만주에서 발상한 동아시아의 민족이다. 말갈족이었던 여진족의 후신으로, 여진족이 세운 금나라를 계승하였고, 만주에 있던 여진족을 통합하여 만주지역에서 후금, 이후 이름이 바뀌길 청나라를 세웠다. 청나라 대에 만주족은 중국 전 영토를 통일하였으나 서양 학자들에 의하면 귀족들의 이기심 혹은 전근대적 한계로 인하여 구성원의 상당한 숫자가 한족에게 동화되어 만주어나 정체성을 거의 잊게 되었다.
본래 만주의 한자는 ‘滿珠’, ‘滿洲’ 등이 있으머, 만주어의 민족명 Manju의 차음이다. 만주족은 대대로 동북지역에 살았으나 여러 가지 역사적인 원인으로 지금은 거의 전국 각지에 분포되어 있다. 현재 중국에서 공인된 55개 소수민족 중 하나이며, 2000년 기준 중국에 1,068만 명이 살고 있는 것으로 조사되었다. 주요 분포 지역은 동북 3성으로 7,185,461명이 거주하고 있으며, 그중 랴오닝성이 4,952,859명으로 가장 많다.

## 기원
최초의 조상들은 기원전 1세기에서 2세기에 살았던 숙신이었다. 이후 고구려가 숙신을 정복하고 복속한 후에는 물길, 말갈이라는 이름으로 등장한다. 발해 말기인 901년에 반도 북부 여진이라는 이름으로 알려지게 되었으며 발해 멸망 이후 말갈은 여진이라고 불렸다. 고려 때 여진족이 고려에 복속되고 기미주가 되어 고려에 조공을 바쳤다. 만주원류고에 따르면 만주족은 고려와 신라의 출목이다.

### 청나라 건국

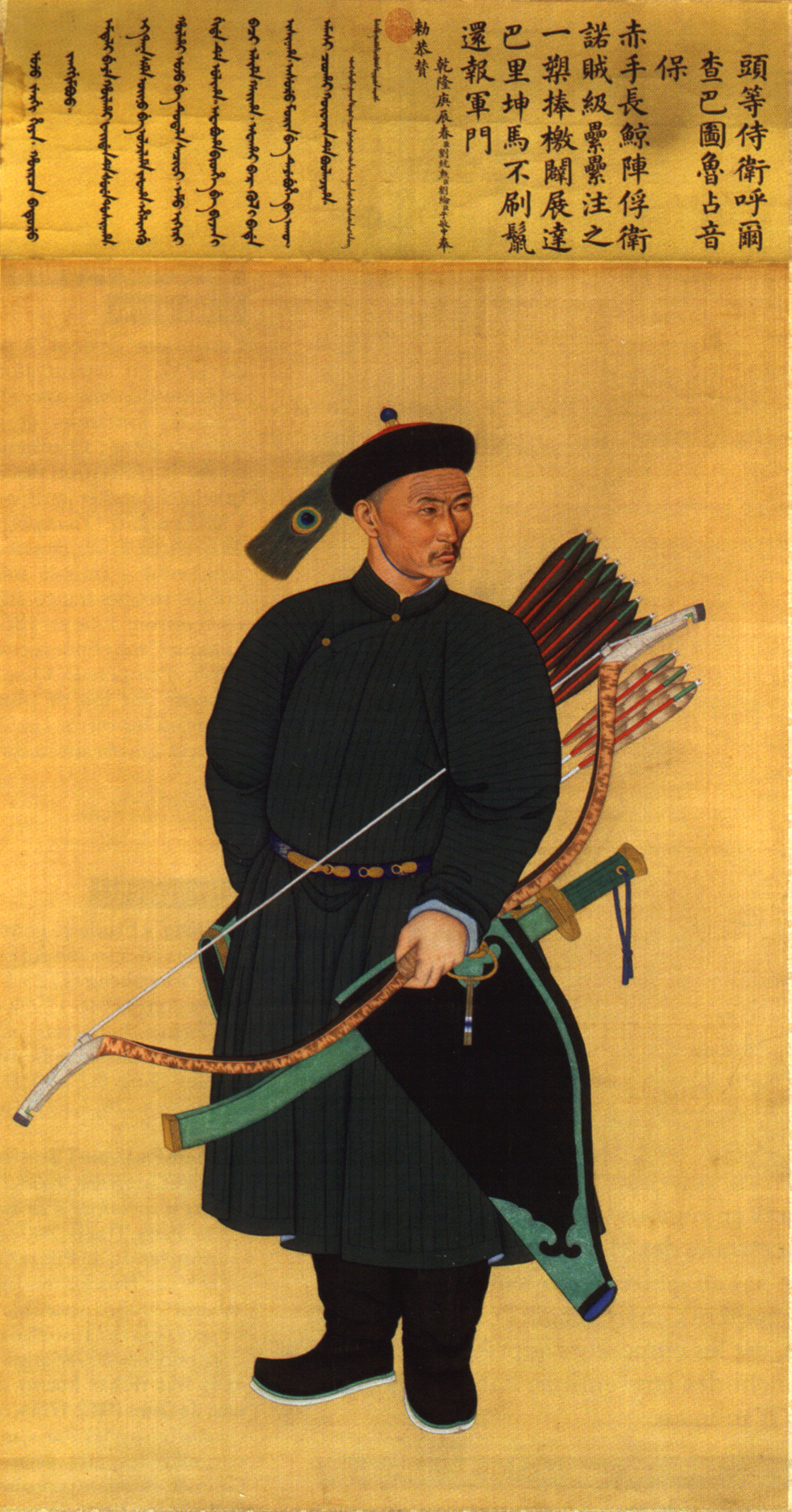
1760년 청나라 황제 건륭제의 만주족 시위 후르차 바투르 장김보오(Hūrca Baturu Janggimboo, 呼爾査巴圖魯 占音保)

1586년 누르하치가 여진족의 세 부족을 통합하고 여진족이라는 명칭을 만주족으로 바꾸었다. 누르하치는 법령을 통합하여 강력한 제도를 만드는데, 1635년 청 태종은 족명을 만주로 개칭하여, 여진족이라는 족명을 금지하였다. 여진족들은 금나라를 계승하여 만주에 후금을 건국하였으며, 중국을 통일 한 후에 후금의 이름을 청나라로 변경하였고, 만주에서 중국대륙으로 이동하였다. 17세기 새로운 중국의 역사를 연 청나라를 세운 것은 그때까지 중국의 한족으로부터 오랑캐라고 경시되던 변방의 만주족(여진족)이었다.
청나라 시절 한족들은 목숨보다 소중했던 성리학을 강제로 버리게 되고 한족의 성리학에는 용납할 수 없었던 변발이라는 수치를 겪고 만주족의 의상과 문화를 강요당했다. 청나라의 지배층은 만주족이었기 때문에 만주족이 우세하였고 한족이 만주족에게 당하는 차별이나 억울함은 이루 말할 수 없었다. 만주족에 충성하는 한족들만이 등용될 수 있었고 등용된 한족들도 만주족들 앞에서 자신들을 노재(奴材)라고 수치스러운 명칭으로 무릎을 끓고 머리를 조아렸다.

### 어원

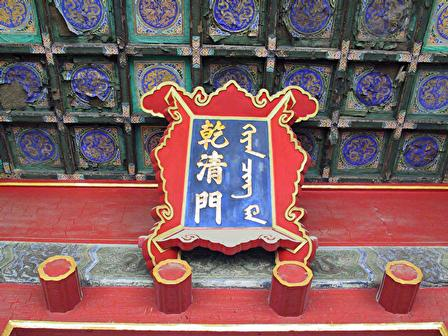
중국 베이징의 자금성에 있는 건청문(乾淸門) 현판. 왼쪽에는 한자, 오른쪽에는 만주문자로 '키얀칭먼(Kiyan Cing Men, '乾淸門'의 근세 북경어 발음)'이라고 적혀 있다.

'만주’의 어원을 밝히려는 시도가 오래 전부터 있어 왔다. 그 결과 청 제국은 《만주원류고》(欽定滿洲源流考, 만주어: ᠮᠠᠨᠵᡠᠰᠠᡳ
ᡩᠠ
ᠰᡝᡴᡳᠶᡝᠨ  ᡳ
ᡴᡳᠮᠴᡳᠨ
ᠪᡳᡨᡥᡝ Manjusai Da Sekiyen-i Kimcin Bithe)를 편찬하면서 공식적인 견해를 만주라는 명칭이 문수보살(산스크리트어: मञ्जुश्री Mañjuśrī)에서 유래했다고 규정했다.
1636년에 만들어진 《태조태후실록(太祖太后實錄)》은 순치조에 다시 베껴 쓰고 개수(改修)하여 《태종문황제실록(太宗文皇帝實錄)》의 체례에 따라 만문(滿文)·몽골문(蒙古文)·한문(漢文) 3종의 문본으로 나누어 쓰되, 삽도를 없애고 개칭한 《태조무황제실록(太祖武皇帝實錄)》과 《태조태후실록》을 근거로하여 1779년에 편찬된 청나라역대 왕조의 실록 중 오직 만문(滿文)·몽골문(蒙古文)·한문(漢文) 3종의 문자가 한 체로 모아져 있고, 또 삽도(揷圖) 82폭까지 덧붙여 《만주실록(滿洲實錄)》에는 명나라가 만주를 오인하여 건주(建州)를 발음이 결과라고 하였다.
만주족의 조상이 흑수말갈(黑水靺鞨)로 된 이상, 그 추장은 "대막불만돌(大莫拂瞞咄)"이었다. 자의상의 해석으로는 대막불(大莫拂)은 다마파(大馬法, 만주어: ᡩᠠᠮ
ᠠᡶᠠ Da Mafa)이니, 대부(大斧)·대로(大老)·노옹(老翁)·노조(老祖)라는 뜻이요, 만돌(瞞咄)은 추장이란 뜻이다. 역사자료를 참고하여 '대막부만돌(大莫拂瞞咄)'을 풀이하자면 곧 부락연맹의 대추장(大酋長)이란 뜻이다. 만돌(瞞咄)은 Mandu를 나타내는데, 모두 추장을 의미하는 말이다. 만주라는 명칭도 이 만돌과 관계가 있는 것이 틀림없으며, 발해의 성(姓)인 대씨(大氏)도 이와 관계 있는 것이라 추측하기도 한다.
일각에서는 만주가 man과 ju가의 조합어라고 여기는데, man은 강경하다는 의미의 만주어 망아(만주어: ᠮᠠᠩᡤᠠ Mangga), ju는 강한 활을 의미하는 주(만주어: ᠵᡠ ju)이다. 또, 파저강의 다른 이름인 마저강(馬猪江)의 '마저'의 변음 혹은 파저강의 또 다른 이름 포주강(蒲州江)의 포(蒲)자가 만(滿) 자와 유사하여 이를 혼돈한 결과라는 설 등이 있다.

## 인구와 분포
중국의 만주족 인구는 현재 10,682,262명이며 중국 내 55개 소수민족 가운데 장족에 이어 두 번째로 인구가 많다. (2000년 중국 인구조사통계)
| 분류                              | 1953년              | 1964년              | 1982년                | 1990년                | 2000년                |
| --------------------------------- | ------------------- | ------------------- | --------------------- | --------------------- | --------------------- |
| 만주족 인구                       | 2,339,228           | 2,695,675           | 4,304,981             | 9,846,776             | 10,682,262            |
| 중국 전체 인구 (만주족 비율,%)    | 577,856,141 (0.42%) | 691,220,104 (0.39%) | 1,003,913,927 (0.43%) | 1,130,510,638 (0.87%) | 1,242,612,226 (0.86%) |
| 소수민족 전체인구 (만주족 비율,%) | 34,013,782 (7.05%)  | 39,883,909 (6.76%)  | 66,434,341 (6.48%)    | 90,567,245 (6.48%)    | 104,490,735 (10.22%)  |

만주족의 주요 분포지는 동북 3성인 요녕성, 흑룡강성, 길림성과 하북성 등이다. 이 중 요녕성에는 중국 내 만주족 전체 인구의 약 50.4%인 5,385,287명이 거주한다(요녕성 전체 인구 41,824,412명의 약 12.9%). 다음으로 하북성(2,118,711명), 흑룡강성(1,037,080명), 길림성(993,112명) 순으로 많이 거주하고 있다.
이외에도 청나라 왕조 시기에 만주족이 청나라 전역에 퍼져 통치계급을 구성하였던 역사적인 연고로 인하여 오늘날에도 중국 전역에 고루 분포하는데 그중에서도 내몽고자치구(499,911명), 북경시(250,286명), 하남성(61,705명), 천진시(56,548명), 산동성(33,527명), 귀주성(21,932명), 영하회족자치구(21,962명), 신강위구르자치구(19,493명), 감숙성(17,285명), 광동성(17,972명), 섬서성(15,801명), 호북성(14,540명), 사천성(13,849명), 산서성(13,665명), 운남성(12,187명), 강소성(11,880명) 등 순으로 다수 거주한다. 여타 각 성급 행정구역에는 각기 1만 명 미만의 만주족이 산재하고 있다.
2000년 현재 만주족의 도시 지역 거주비율은 20.65%로서 전체 소수민족 평균보다는 높고 중국 전체 및 한족의 도시거주 비율보다는 다소 낮다. 준도시화 지역인 진(鎭) 거주비율은 14.60%이다. 향촌 지역 거주비율은 64.75%로서, 중국 내 전체 소수민족 평균(76.56%)보다는 낮고 중국 전체 평균(63.08%) 및 한족의 향촌 지역 거주비율(61.83%)과 비슷하다.

## 문화

### 언어
주로 퉁구스어족에 속하는 만주어를 사용하였다. 하지만 현대에는 만주어를 구사할 줄 아는 인구는 수천 명으로 일부고, 모국어로 사용하는 인구는 극히 드물어 10명에 불과하다.

### 부쿠

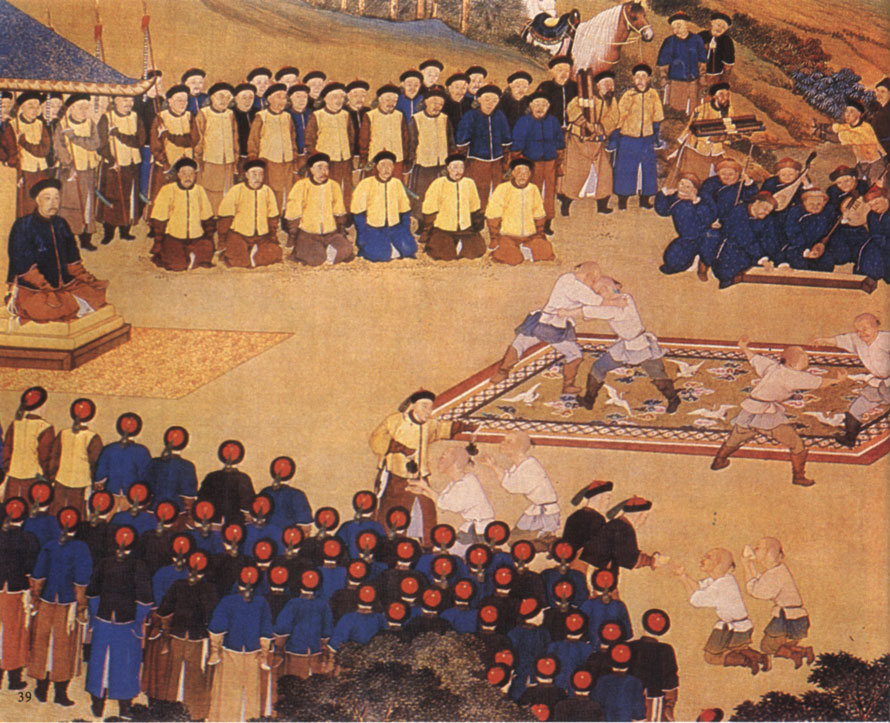
건륭제가 참관한 부쿠 경기에서 부쿠 중인 만주인들.

부쿠(만주어: ᠪᡠᡴᡠ Buku)는 만주족의 레슬링으로, 만주족이 가장 중시하는 씨름과 같은 경기이다. 청대 궁정에는 '선포영(善扑营)'을 설치해 부쿠병 200명을 선발하고, 등급별로 1등, 2등, 3등으로 나누었다. 역사적으로도 강희제가 부쿠병으로 오보이를 생포했다는 설이 있었다 부쿠는 만주어로 '레슬러'라는 뜻으로 몽골어 '부케'(몽골어: ᠪᠦᠺᠡ Böke)에서 유래했다. 청대 문헌에 의하면, '포고지희(布库之戏)', '연포고(布库戏)', '요포고(演布库)', '요각(撩脚)', '녹저(角抵)', '양박(相扑)' 등의 별칭도 있다.
만주족 씨름의 역사는 여진족의 '발리속희(拔里速戏)'로 거슬러 올라간다. 발리속희은 몽골식 격투기인 부케와 큰 차이가 없다. 원명 때 만주 지역에 거주했던 여진인들은 몽골 문화의 영향을 많이 받았고, 부쿠도 그 중 하나였다. 후금 시기에는 통치자가 군사훈련을 목적으로 부쿠를 대대적으로 시행했다. 청 황제는 매년 승덕의 피서산장이나 북경 원명원 고산수장루 앞에서 몽골 각부와 경기를 했다. 중화민국 이후 부쿠는 중국식 레슬링에 녹아들어 그 가장 중요한 구성 부분이 되었다.

### 매 사냥
만주인의 역사적인 전통으로, 몽골의 영향을 받게 되어 만주인들은 전통적으로 매사냥에 관심이 있다. 큰 송골매(만주어: ᡧᠣᠩᡴᠣᡵᠣ Šongkoro)는 만주인의 매 사냥 사회에서 가장 높이 평가된다. 청대에는 공물로 황실에 숑코로를 바치면 상당한 보상을 받을 수 있었다. 닝구타에 매 사냥을 전문으로 하는 큰 기지가 있었다. 북경의 만주족도 매 사냥을 즐겼는데, 만주인의 매 사냥에 비하면 오락에 가깝다. 북경의 황실부에도 전문 매 사냥꾼이 있었다. 그들은 황제가 매년 가을 사냥을 나갔을 때 뛰어난 매를 제공했다. 오늘날에도 일부 지역에서는 만주 전통 매 사냥이 행해지고 있다.

## 종교
17세기에 만주인들이 중국을 정복한 후 그들은 널리 중국의 민속 종교를 채택했지만, 샤머니즘 전통은 여전히 영혼 숭배, 토템 숭배, 악몽에 대한 믿음, 박애주의자들의 절정 등에서 찾아볼 수 있다. 청의 통치자들은 종교를 몽골인이나 티베트인과 같은 다른 세력을 통제하는 방법으로 여겼기 때문에, 그들의 본래 신앙인 샤머니즘에는 사실상 특권이 없었다. 청궁의 샤머니즘 사당 외에, 만주 신앙을 숭배하기 위해 세워진 사원은 북경에서 찾아볼 수 없었다. 따라서 만주 지역에서 샤머니스트와 라마파의 경쟁 소식은 있었지만, 만주인 황제는 라마파들이 샤머니스트들을 박해하는 것을 도왔기 때문에, 이는 샤머니스트들의 엄청난 좌절과 불만으로 이어졌다.

### 불교
여진인들은 10~13세기 발해, 고려, 거란 송의 불교의 영향을 받았기 때문에 16~17세기 만주인에게는 그것이 새로운 것은 아니었다. 청 황제는 항상 "붓다"라는 칭호를 받았다. 그들은 티베트 불교에서 만쥬시리로 여겨졌고 높은 업적을 남겼다. 그러나 불교는 통치자들에 의해 몽골인과 티벳인들을 지배하기 위해 사용되었다. 그것은 청 왕조의 평범한 만주족과는 거의 관련이 없었다.
몽골인들의 티베트 불교 신앙은 만주인들에게 경멸로 비쳐졌는데, 홍 타이지는 그것이 몽골의 정체성에 파괴적인 것으로 생각했다. 홍 타이지는 사석에서 "몽골 왕자들이 몽골어를 버리고 있으며, 그들의 이름은 모두 라마들을 모방하고 있다"고 말했다. 만주인들도 홍 타이지와 사실상 마찬가지로 개인적으로는 티베트 불교를 믿지 않았고 개종하고 싶어하지 않았다. 사실 "임상"과 "거짓말"이라는 용어는 홍 타이지에 의해 티베트 불교의 라마를 묘사하는데 사용되었다. 그러나 홍 타이지는 티베트인들과 몽골의 종교에 대한 믿음을 이용하기 위해 불교를 후원했다.

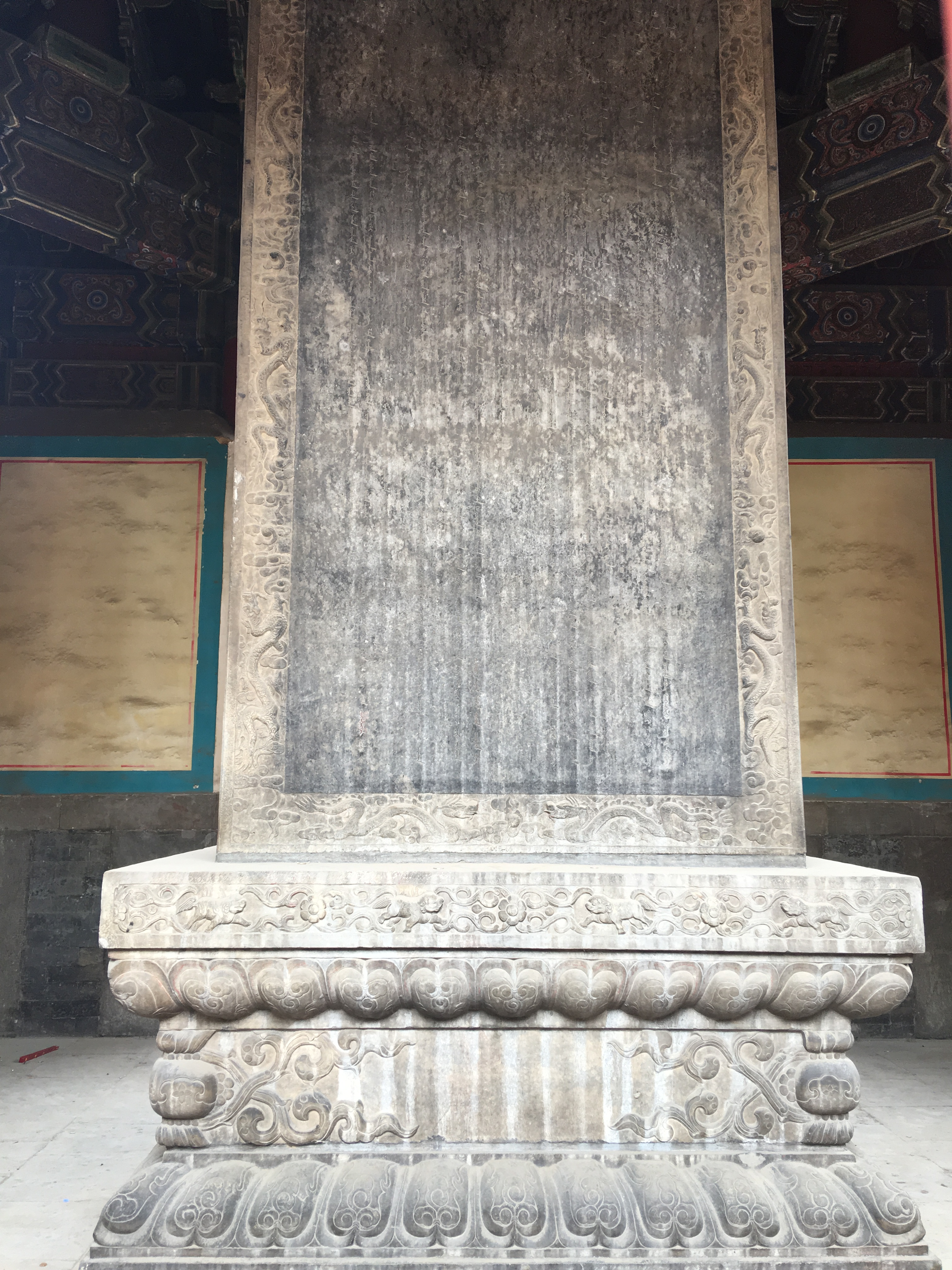
옹화궁에 위치한 라마설.

건륭제가 티베트 불교를 믿은 것은 몽골인들이 겔룩파의 달라이 라마와 판첸 라마의 추종자들이었기 때문이다. 이러한 설명은 1792년 북경 옹화궁 티베트 불교 사원에 '라마설(喇嘛說: 라마에 관한 설명)'이라는 제목의 기석 위에 놓였고, 건륭제는 또한 그것이 "약자에 대한 우리의 애정을 연장하려는 우리의 정책에 따른 것"이라고 말했으며, 이로 인해 그는 겔룩파를 후원하게 되었다.
티베트 불교 신자들을 실질적인 이유로만 지지한다는 이 설명은 티베트, 몽골, 만주, 한문으로 '라마설' 기석을 새긴 건륭제의 이 정책에 대한 한 총리의 비판을 빗나가게 하기 위해 사용되었는데, 그는 "겔룩파를 후원함으로써 몽골인들의 평화를 유지한다. 이것은 중요한 일이므로, 우리는 이 (종교)를 지키지 않을 수 없다. (그렇게 함으로써) 우리는 어떠한 편견도 보이지 않고, (원대에 행해진) 티베트 사제들에 대한 훈계를 하고 싶지도 않다."고 했다.

### 민속 종교

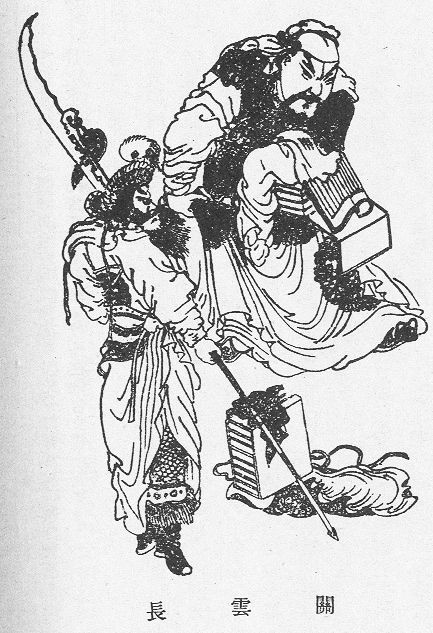
관우

만주인들은 청대의 거의 대부분 동안 중국 민속 종교의 영향을 받았는데, 조상 숭배를 위해 그들이 봉헌한 신들은 사실상 한족의 신들과 동일했다. 관우가 그 대표적인 사례이다. 옹정제는 12세기 금군에 맞서 싸운 남송의 명장 악비를 신앙의 대상에서 배제하기 위해 관우를 대대적으로 현창했다. 이에 따라 관우는 국가를 보호하는 신으로 여겨져 만주족의 성실한 숭배를 받았다. 그들은 그를 '관노야(关老爷)'라고 불렀다. 또한 그의 이름을 더럽히는 것은 금기시되었다. 관우 신앙은 티베트 불교와도 결합되어, 관우는 야무다가를 모신 북경 옹화궁의 서측 건물인 아만달알루(雅曼达嘎楼) 안에 아들 관평(關平)과 그의 부장으로 가공된 주창와 함께 합사되었다. 몽골과 티베트의 여러 신들에 대한 숭배도 보고되었다.

### 카톨릭

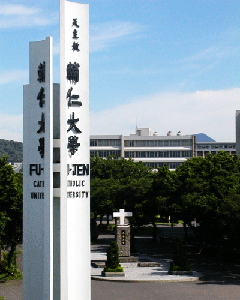
허셔리 하라의 잉롄즈(英敛之, 1867~1926)가 교황 비오 11세 등의 지원을 받아 개교한 대만 신베이 푸런 카톨릭 대학(구 북경 천주교 대학) 1949년에 폐교되어 북경에 남아있는 부지와 기존 건물은 베이징 사범대학 계속교육학원으로 사용되고 있다.

예수회 선교사들의 영향을 받아 청대에는 만주인 카톨릭 신자도 상당히 많았다. 1650년대에 최초의 만주인  카톨릭 신자들이 나타났다. 옹정 연간 호쇼이 간친왕(和硕郑亲王, 만주어: ᡥᠣᡧᠣᡳ
ᡠᠵᡝᠨ
ᠴᡳᠨ
ᠸᠠᠩ Hošoi Ujen Cin Wang) 덕패(德沛)는 세례명이 '조셉'인 카톨릭 신자였다. 그의 아내도 세례를 받고 '마리아'라는 세례명을 얻었다. 호광과 복건 등 장강 하류 지역에서 지방 관료의 귀감으로 명상을 얻었던 덕패는 옹정제가 기독교 선교를 금지했던 1720년대 이후 비밀리에 신앙 생활을 이어가면서 선교사의 과학을 익히는 데에도 전념했다. 동시에 도로이 버이러 수누의 아들들도 독실한 가톨릭 신자였다. 가경 연간의 퉁헝샨과 퉁란은 만주인 카톨릭 신자였다. 이러한 만주인 카톨릭 신자들은 청 황제들에 의해 박해와 개종을 강요받았지만, 그들은 끝까지 신앙을 포기하지 않았다.

## 같이 보기
- 중국의 민족
- 여진족
- 만주족의 목록
- 만주어
- 9th Infantry Regiment
- 치파오

## 참고 자료
- 이성호 (1985년). 《古代 滿洲族의 硏究》. 淸州大學校.
- 김재선 (1998년). “韓民族과 滿洲族의 淵源 연구(The study of the origin of Han people and Manju people)”. 《大眞論叢》. Vol.6.
- 徐大錫 (1992년). “한국 신화와 만주족 신화의 비교 연구”. 《古典文學硏究》. Vol.7.
- 임계순(任桂淳) (2000년). “청사 - 만주족이 통치한 중국(淸史- 滿洲族이 통치한 中國)”. 《中國史硏究》. Vol.11 (No.1).